# Kommission Napoleon II.
Die Kommission Napoleon II war die Regierungskommission, die vom 23. Juni 1815 bis zum 7. Juli 1815 eingesetzt wurde und die dann im Namen des Kaisers Napoleon II. und des französischen Volkes regierte. In der Presse der damaligen Zeit wurde manchmal auch der Name „Exekutivkommission“ verwendet.

## Zusammensetzung
- Vorsitzender der Regierungskommission: Joseph Fouché
- Mitglied der Regierungskommission: Lazare Nicolas Marguerite Carnot Lazare Carnot
- Mitglied der Regierungskommission:  Paul Grenier
- Mitglied der Regierungskommission: Armand Augustin Louis de Caulaincourt
- Mitglied der Regierungskommission: Nicolas-Marie Quinette Nicolas-Marie Quinette de Rochemont
- Außenminister (ad interim): Louis Pierre Édouard Bignon
- Finanzminister: Martin Michel Charles Gaudin
- weiterer Finanzminister: Nicolas François Mollien
- Innenminister (vorläufig): Claude-Marie Carnot Claude Marie Carnot de Feulins
- Polizeiminister (vorläufig): Joseph Pelet de la Lozère
- Justizminister (amtierend): Antoine Jacques Claude Joseph Boulay de la Meurthe
- Minister der Marine und der Kolonien: Denis Decrès
- Kriegsminister: Louis-Nicolas Davout

## Entwicklung
Die Regierungskommission wurde am Ende der Hundert Tage nach der Abdankung des Kaisers Napoleon I. am 22. Juni 1815 gebildet. Ein Dekret vom 23. Juni legte seine Mitglieder fest und das Repräsentantenhaus stimmte diesem zu.
Diese Kommission hat ihren Ursprung im Akt der Abdankung: Mein politisches Leben ist vorbei, und ich proklamiere meinen Sohn unter dem Titel Napoleon II., zum Kaiser der Franzosen. Die derzeitigen Minister werden vorläufig den Regierungsrat bilden. Mein Interesse an meinem Sohn verpflichtet mich, die Kammern einzuladen, die Regentschaft unverzüglich gesetzlich zu organisieren.
Aber kaum installiert, respektiert die Kommission die Souveränitätsdelegation nur teilweise: Ab dem 26. Juni wurde offiziell nicht mehr im Namen des vierjährigen Kaisers gehandelt, sondern im Namen des Französischen Volkes.
In den Tagen nach Napoleons Abdankung erlebte das Repräsentantenhaus sehr lebhafte Debatten. Insbesondere der Vertreter André Dupin ist gegen die Anerkennung Napoleons II.
Bis zum 25. Juni hatte sich Napoleon vom Elysée ins Château de Malmaison zurückgezogen, was die Mitglieder der Regierungskommission bei den zu treffenden politischen Entscheidungen weniger störte, insbesondere im Hinblick auf diese hypothetische Regentschaft. Fouché fügte dem ehemaligen Kaiser General Nicolas Léonard Bagert Beker bei, um sicherzustellen, dass Napoleon seinen Plan, in die Vereinigten Staaten abzureisen, anwendet und die Region Paris schnell verlässt. Nachdem Napoleon der Regierungskommission vorgeschlagen hatte, sich der Armee als Privatperson zur Verfügung zu stellen, reiste er am 29. Juni 1815 in Richtung Rochefort ab, wo er am 3. Juli ankommt. Fouché fordert die örtlichen Behörden der Abteilung Charente-Maritime und Charente-Inférieure auf, alles zu tun, um sicherzustellen, dass Napoleon an Bord einer der ihm zur Verfügung gestellten Fregatten geht.

Am 27. Juni schrieb Fouché einen Brief an Arthur Wellesley Wellington, in dem er ihm den Willen der neuen Regierung zum Frieden und seine politische Position zusicherte: 

„Die Republik hat uns das Übermaß an Freiheit, das Imperium, das Übermaß an Despotismus bekannt gemacht. Unser heutiger (und unveränderlicher) Wunsch ist es, uns von diesen beiden Exzessen gleich zu halten. […] Sobald der Vertrag von dem Prinzen unterzeichnet wurde, der berufen wurde, über uns zu regieren, wird der Souverän das Zepter und die Krone aus den Händen der Nation erhalten.“

Die Regierungskommission erklärte Paris am 28. Juni 1815 als belagert.